# الحصان الداكن
الحصان الداكن هو فيلم من نوع دراما وكوميديا رومانسية أُصدر في 13 مايو 2005. الفيلم من توزيع نورديسك فيلم ‏، وهو من إخراج داجور كاري، أما السيناريو فكان من كتابة داجور كاري وRune Schjøtt ‏.

## القصة
تدور أحداث الفيلم حول شاب يحث على الرومانسية ويساعد صديقه ونفسه على تخطي أوقات وصراعات حياتهم العادية في كوبنهاغن - الدنمارك.

## طاقم التمثيل
- Asta Esper Andersen  [لغات أخرى]‏
- Pauli Ryberg  [لغات أخرى]‏
- اندرس هوف
- Ib Tardini  [لغات أخرى]‏
- ميكائيل بيرتلسين
- بيدير بيدرسن  [لغات أخرى]‏
- Simon Bonde  [لغات أخرى]‏
- Kristian Halken [الإنجليزية]‏
- نيكولا اخوانه
- مورتين سوربالي
- بودلي يورغنسن
- Tilly Scott Pedersen  [لغات أخرى]‏
- Vera Gebuhr [الإنجليزية]‏
- نيكولاج كوبرنيكوس
- جاكوب سيدرجرين
- ميشيل بيورن اندرسون  [لغات أخرى]‏
- Thomas W. Gabrielsson [الإنجليزية]‏

## الإنتاج
موسيقى الفيلم التصويرية كانت من تأليف Slowblow ‏.

## وصلات خارجية
- الحصان الداكن على موقع IMDb (الإنجليزية)
- الحصان الداكن على موقع نتفليكس (الإنجليزية)
- الحصان الداكن على موقع قاعدة بيانات الأفلام العربية
- الحصان الداكن على موقع ألو سيني (الفرنسية)
- الحصان الداكن على موقع Turner Classic Movies (الإنجليزية)
- الحصان الداكن على موقع أول موفي (الإنجليزية)
- الحصان الداكن على موقع فيلمافينيتي (الإسبانية)
- الحصان الداكن على موقع قاعدة بيانات الأفلام السويدية (السويدية)
- الحصان الداكن على موقع قاعدة بيانات الفيلم (الإنجليزية)
- الحصان الداكن على موقع ليتربوكسد (الإنجليزية)